# جمعية مرشدات غامبيا
جمعية مرشدات غامبيا هي المنظمة الإرشادية الوطنية في غامبيا ولقد تأسست في عام 1923، وأصبحت عضو في الجمعية العالمية للمرشدات وفتيات الكشافة في عام 1966. الجمعية موجهه للفتيات وتضم 9371 عضوة (اعتبارا من 2003). 